# Budynek ratusza w Chełmsku Śląskim
Budynek ratusza – dawna siedziba władz miejskich Chełmska Śląskiego.
Jest to murowany 3-kondygnacyjny budynek z 1703 r., przebudowany w 1820 r.